# Saola wietnamska
Saola wietnamska (Pseudoryx nghetinhensis) – gatunek ssaka z rodziny wołowatych (Bovidae) i jeden z najbardziej zagrożonych gatunków ssaków.
Odkryty w 1992 w wietnamskim rejonie Vũ Quang, jest jednym z największych zwierząt odkrytych w ostatnich latach. Po raz drugi udało się je zaobserwować w 1999 oraz ponownie w sierpniu 2010, gdy udało się pochwycić jeden okaz do badań dla ekspertów Międzynarodowej Unii Ochrony Przyrody; osobnik ten umarł w niewoli. Nazwa rodzajowa Pseudoryx odnosi się do podobieństwa do oryksów, nazwa gatunkowa oznacza teren występowania: prowincje wietnamskie Nghệ An i Hà Tĩnh.

## Budowa
Saola wietnamska to zwierzę pokroju antylopy z rogami oryksa. Saola osiąga 85 cm wysokości i 90 kg wagi. Sierść szczeciniasta koloru bordowego z pasami czarnymi i białymi na nogach i głowie.

## Występowanie
Oprócz Wietnamu (w rejonie Gór Annamskich) zamieszkuje także pewne obszary Laosu. Żyje w liczbie kilkuset sztuk, wyłącznie na wolności.
To blisko spokrewnione z elandami, bydłem, bawołami i bongo zwierzę jest zwane przez tubylców saht-supahp, co oznacza "uprzejme zwierzę", zapewne z powodu cichego sposobu poruszania się w lesie.

## Środowisko
Preferuje tropikalny las w paśmie górskim Annamite i wschodnioindochińskie lasy suche i monsunowe. Zamieszkuje doliny rzek na wysokościach od 300 do 1800 m n.p.m. Są to oddalone od ludzkich osiedli pierwotne obszary bogate w lasy tropikalne i obszary bagniste. Vu Quang zamieszkuje głównie brzegi lasów. Żywi się roślinnością, głównie liśćmi figowców rosnących wzdłuż rzek. Generalnie żyje w małych grupkach liczących do pięciu osobników.

## Obecność w kulturze
Prawdopodobnie to właśnie ten gatunek był wzorem dla Qillina (mitycznego, chińskiego jednorożca).